# ميل هاريس
ميل هاريس (بالإنجليزية: Mel Harris)‏ (بالإنجليزية:Mel Harris) واسمها الحقيقي ماري إيلين هاريس ، ممثلة أمريكية ، من مواليد 12 يوليو 1956، وشاركت في عدة أفلام ومنها فيلم Wanted : A Life or Dead.

## وصلات خارجية
- ميل هاريس على موقع IMDb (الإنجليزية)
- ميل هاريس على موقع ألو سيني (الفرنسية)
- ميل هاريس على موقع أول موفي (الإنجليزية)
- ميل هاريس على موقع قاعدة بيانات برودواي على الإنترنت (الإنجليزية)
- ميل هاريس على موقع قاعدة بيانات الأفلام السويدية (السويدية)
- ميل هاريس على موقع إن إن دي بي (الإنجليزية)
- ميل هاريس على موقع قاعدة بيانات الفيلم (الإنجليزية)
- ميل هاريس على موقع كينوبويسك (الروسية)
- ميل هاريس على إن إن دي بي